# Liang Nüying
Liang Nüying, född okänt år, död 159, var en kinesisk kejsarinna, gift med kejsar Han Huandi. 
Hon var syster till änkekejsarinnan Liang Na och politikern Liang Ji, som arrangerade äktenskapet. Så länge hennes syster var i livet vågade kejsaren inte ha andra hustrur och konkubiner än henne. Efter hennes systers död och broderns fall från makten tvingades hon finna sig i att kejsaren hade andra kvinnor, och hon ska ha mördat de söner som kejsaren fick med andra kvinnor. Själv fick hon ingen son. Hennes ställning som kejsarinna var aldrig ifrågasatt, och hon ska ha levt ett lyxliv som översteg alla andra kejsarinnor före henne, men kejsaren ska ha ignorerat henne. Efter sin död blev hon postumt fråntagen sin titel. 